# Streets of London (sang)
"Streets of London" er en sang skrevet af den britiske folkemusiker Ralph McTell. Den blev indspillet første gang til hans album Spiral Staircase fra 1969, men blev ikke udgivet i Storbritannien som single før 1974. Sangen er blevet indspillet i coverversioner af over 200 kunstnere.

## Baggrund
Sangen blev inspireret af McTells oplevelser som gademusiker og blaffer rundt omkring i Europa, og særligt i Paris, og de individuelle historier er taget fra folk i Paris. McTell ville oprindeligt have kaldt sangen "Streets of Paris"; men London blev til sidst valgt i stedet, da han indså at det var denne by han sang om. Sangen fortæller om kontrasten mellem almindelige menneskers problemer og de problemer som hjemløse, ensomme, ældre, ignorerede og glemte medlemmer af samfundet har. I et interview på Radio 5 med Danny Baker den 16. juli 2016 fortalte McTell, at markedet han refererede til i teksten var Surrey Street Market i Croydon. McTell havde ofte set en ældre mand der, der ledte igennem aviserne efter en grapefrugt eller gulerod.

## Komposition
McTell lod være med at inkludere sangen på sit debutalbum, Eight Frames a Second, da han opfattede den som værende for deprimerende, og han indspillede den ikke før hans producer, Gus Dudgeon, overtalte ham til at gøre det til hans andet album i 1969. En genindspillet version nåede på hitlisterne i Holland i april 1972, hvor den toppede som nummer 9 den næste måned. McTell genindspillede den til en single der blev udgivet i Storbritannien i 1974. McTell spillede sangen med fingerpicking-stil med AABA akkordprogression.

## Modtagelse
Sangen blev McTells største kommercielle succes, idet den nåede nummer 2 på UK Singles Chart, og den solgte på et tidspunkt 90.000 eksemplarer om dagen. I 1974 vandt han en Ivor Novello Award for Best Song Musically and Lyrically og modtog en sølvplade for pladeslaget.